# Abu Tawil
Abu Tawil (arab. أبو طويل) – wieś w Syrii, w muhafazie Aleppo, w dystrykcie Manbidż. W 2004 roku liczyła 395 mieszkańców.